# バビロニス・コシュキ
バビロニス・コシュキ（グルジア語: ბაბილონის კოშკი babilonis koški、Babillon Tower意味: バベルの塔）は、ジョージア国サカルトヴェロ、バトゥミにある、建設中（2017年現在）の高層ビルである。英語名はバビロンタワー（Babillon Tower）。建築規模は高さ171.7メートル・47階建てが予定されている。完成すればバトゥミ工科大学タワー (Batumi Technological University Tower) に次ぐ、二番高いビルになり、2010年代に相次いで付近に建設されている新しいビルの一つとして、観光産業のけん引が期待されている。
完成すると、四つ星ホテル、カジノ、住居、社会施設、店舗、オフィス、カフェ、レストラン、バーが入居する。